# ماوري

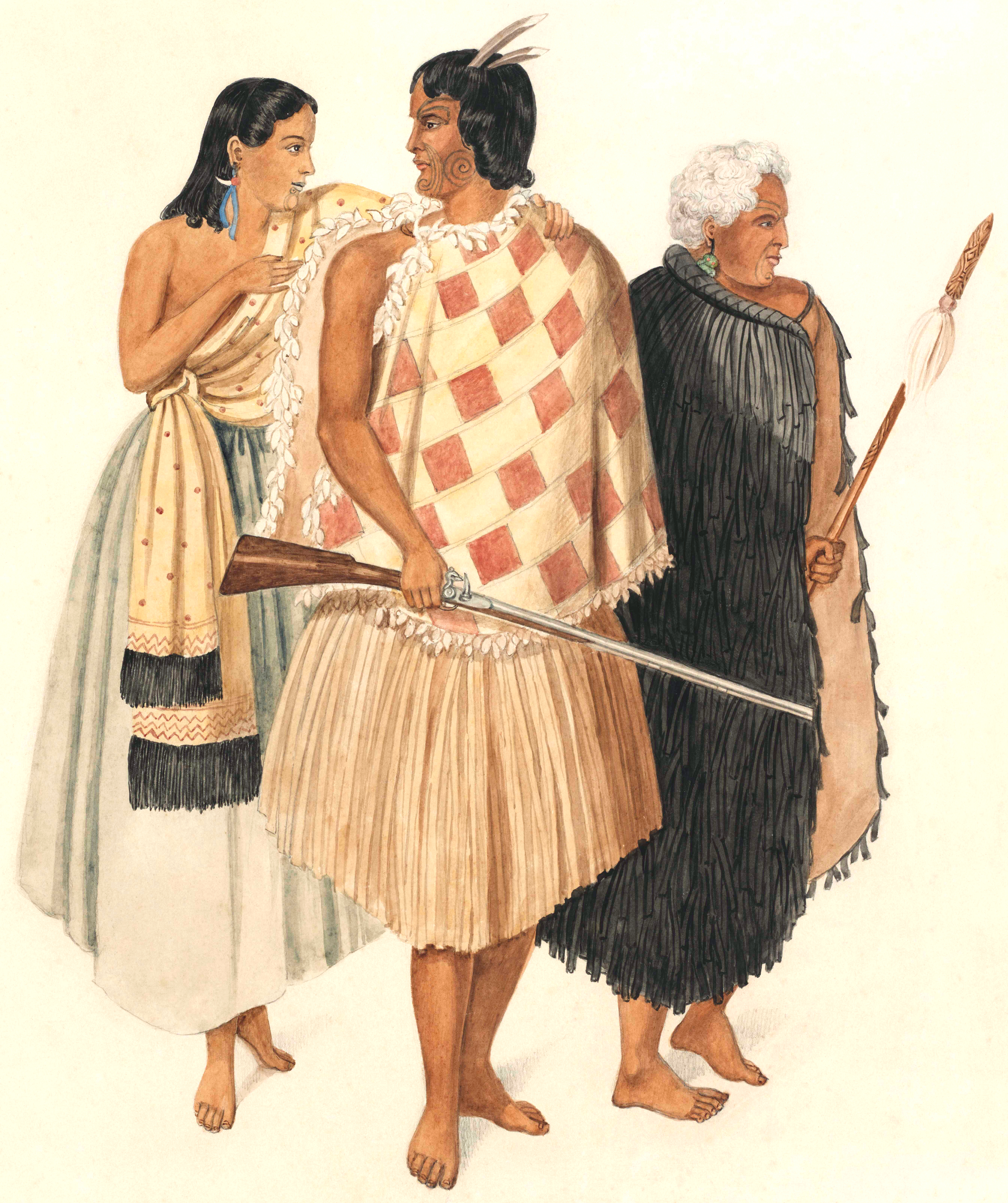
الماوري

الماوري (Māori) هم السكان الأصليون لنيوزيلندا وجزر كوك. قدم أسلافهم البولينيسيون إلى نيوزيلندا بين عامي 800 و1300، من الجزر البولينيسية الأخرى. في اللغة الماورية، كلمة «ماوري» تعني «العادي» أو «المألوف». اللغة الماورية مرتبطة بشكل وثيق باللغات الأخرى المستخدمة في الجزر الواقعة شرق ساموا في جنوب المحيط الهادئ، مثل التاهيتية والهاوائية.
في بداية القرن التاسع عشر، ومع انتهاء حروبهم ضد الاحتلال الأوروبي، قدر عددهم بحوالي 100 ألف نسمة. لاحقاً، تضائل عددهم إلى 40 ألف نسمة. يعيش اليوم حوالي 600 ألف نسمة من الماوري في نيوزيلندا. يحافظ الماوريون على عاداتهم وتقاليدهم القديمة، مما يميزهم عن عامة سكان نيوزيلندا، ولكن في نفس الوقت لديهم ممثلين في البرلمان، كما يشاركون (بدرجة أقل) في معظم قضايا البلاد.
برع الماوري في صناعة النسيج وتعلموا كيف يحفرون الخشب وكانوا يزينون واجهات أكواخهم بعناية بالغة وكانوا يصنعون تماثيل خشبية يرمزون بها إلى أسلافهم وكان كبار رجال القبائل وهم الزعماء يخضعون لقانون التابو الذي هو ينص على أن أشخاصهم وكل ممتلكاتهم تعتبر مقدسة وقد بلغ من إحترمهم لرأس الإنسان أن قانون التابو بحرفية نصوصه لم يكن يسمح للرجل أن يلمس رأسه.
كان مجيء الأوروبيين إلى نيوزيلندا سببا في إشاعة الاضطراب في القبيلة وقد ترتب على ذلك قيام عدة مناوشات تطورت إلى حرب بين الماوري والأوروبيين ولم يتمكن الجنسان من التفاهم إلا بعد عام 1870 .
كان رجال الماوري قبل الخروج للقتال يرقصون الهاكا في ساحة القبيلة وهي رقصة حربية وكانوا يطلون وجوههم وأجسادهم باللون الأحمر ويمسكون في أيديهم بحراب طويلة ثم يأخذون في الرقص إلى أن يبلغوا درجة التحمس اللازمة لبدء القتال.
إن أسلوب حياة الماوري في الوقت الحاضر هو نفس أسلوب الأوروبيين وإن احتفظوا ببعض العادات القديمة كما أنهم يخلصون لتقاليد القبيلة وكثيرا ما يزاول الماوري نفس الحرف التي يزاولها الأوروبيون ولكنهم يُفضلون العمل بعيدا عن المدن. ولقد ظل الكثير من كلمات اللغة الماروية مستخدمة في لغة أهالي نيوزيلندا ومنها كلمة با بمعنى قرية و هوير بمعنى كوخ.
و قد كتب الكابتن كوك: «إن الماوري متن البنية ممشوق القامة ذو عظام عريضة وقامة أطول من المتوسط بشرته بلون بني داكن شعره أسود وذقنه حمراء وأسنانه بيضاء والرجال والنساء على السواء يطلون وجوههم وأجسامهم بالحمرة الممزوجة بزيت السمك وهم يزينون آذانهم وأعناقهم بنوع من الحلي المصنوعة من الحجارة والعظام والقواقع كما أن الرجال يرشقون ريشا في شعورهم».

## التسمية والتسمية الذاتية
يشير الزُّوار الأوائل من أوروبا إلى نيوزيلندا عمومًا إلى السكان الأصليين الذين يُطلق عليهم اسم «النيوزيلنديين» أو «السكان الأصليين لنيوزيلندا». استخدم الشعب الماوري مصطلح ماوري لوصف أنفسهم بالمعنى القبلي الشامل. وكثيرًا ما كانوا يستخدمون مصطلح تانغاتا فينوا (المعنى الحرفي لها: «سكان المنطقة») لتحديد نوع علاقتهم بمنطقة معينة من الأرض، ومن الممكن أن يكون معناها أيضًا القبيلة التي تعيش في منطقة معينة فقط. إلى جانب أنه من الممكن أن يُشير أيضًا إلى شعب الماوري ككل بعلاقته مع نيوزيلندا (أوتيروا).
من وجهة نظر الأوروبيين، فإنهم لم يتمكنوا من تحديد الفرد الماوري عن غيره بشكل دقيق. في عام 1941، طلبت الحكومة أدلة موثَّقة من أجل تحديد وضع «الفرد الماوري» إذ سُمح فقط لأولئك الذين يمتلكون ما لا يقل عن 50% من الأصول الماورية باختيار المقاعد التي يرغبون بالتصويت لصالحها. وقد عُدِّل قانون تعديل شؤون الماوريين لعام 1974 هذا الأمر ما سمح للأفراد بتحديد هويتهم الثقافية. بالمقابل، حتى عام 1986، كان يجب إثبات ما لا يقل عن 50% من الأصول الحقيقية من «دم» الماوريين حتى يتمكن الفرد من المطالبة بانتمائه. تُطالب السلطات حاليًا في جميع السياقات بعض الأدلة التوثيقية للأصل أو أي تواصل ثقافي مستمر (مثل القبول الجماعي من الآخرين)؛ ولكن لا يوجد حد أدنى من متطلبات أصول «الدم».

## التاريخ

### الأصول البولينيزية
لا توجد أدلة موثوقة على وجود أفراد قبل الماوريين في نيوزيلندا؛ ومن ناحية أخرى، فإن الأدلة المُقنعة الموجودة من علم الآثار واللغويات والأنثروبولوجيا الفيزيائية تشير إلى أن المستوطنين الأوائل قد هاجروا من بولينيزيا وأصبحوا من الماوريين. تُشير الأدلة أيضًا إلى أن أصلهم (باعتبارهم جزء من المجموعة الأكبر من الشعوب الأسترونيزية) الذي يمتد إلى 5000 سنة، من التايوانيين الأصليين. استقر البولينيزيون منطقة واسعة تضم ساموا، وتاهيتي، وهاواي، وجزيرة القيامة (رابا نوي)، وأخيرًا نيوزيلندا.
ربما ثمَّة بعض المستكشفين الذين استوطنوا هناك قبل ثورة جبل تاراويرا عام 1315 تقريبًا بناءً على ما عُثر عليه من عظام الجرذان والأدلة الأخرى التي تُظهر انتشار حرائق الغابات في ذلك العقد أو ما إلى ذلك؛ ولكن أحدث هذه الأدلة تشير إلى المستوطنة الرئيسية الناتجة عن هجرة جماعية في وقت ما بين عامي 1320 و1350. وهذا يتوافق بشكل عام مع التحليلات المأخوذة من التقاليد الماورية الشفوية التي تصف وصول الأجداد عن طريق عدد من القوارب البحرية (واكا) حوالي 1350.

### التاريخ المُبكر
تعود الفترة الأولى من مستوطنة ماوري، المعروفة باسم الفترة «القديمة» أو «موهنتر» أو «فترة الاستعمار» إلى الفترة الممتدة من عام 1300 حتى عام 1500 قبل الميلاد. تضمن النظام الغذائي لدى الماوريين الكثير من لحم طيور الموا ومجموعة أخرى من الطيور كبيرة الحجم إلى جانب فقمة الفراء التي لم يسبق أن تم اصطيادها من قبل. تشتهر هذه الفترة القديمة بـ «قلادات ملفوفة» مميزة الشكل إلى جانب ندرة وجود الأسلحة والتحصينات النموذجية الخاصة بشعب الماوري القديم. يُظهر الموقع الأكثر شهرة بين المواقع القديمة في سدّ بار في الجزيرة الجنوبية، دليلًا على احتلال المنطقة منذ أوائل القرن الثالث عشر إلى أوائل القرن الخامس عشر، وهو يُعدّ الموقع الأثري الوحيد المعروف في نيوزيلندا والذي يحتوي على آثار عظام الأفراد الذين ولدوا في مكان آخر واستوطنوا هناك.
تشمل العوامل التي ساعدت في الانتقال إلى الفترة الكلاسيكية (الثقافة الموجودة أثناء اتصالهم مع أوروبا) فترة العصر الجليدي الصغير التي امتدت من عام 1500، والتي شهدت انقراض طيور الموا وأنواع الغذاء الأخرى.
تتميز الفترة الكلاسيكية بوجود الأسلحة والحلي المصنوعة من حجر البونامو (جرينستون) بدقة متناهية إلى جانب بناء قوارب واكا البحرية والمنازل كبيرة الحجم. تشمل ثقافة المحارب لدى الماوريين بناء الحصون المعروفة باسم با إلى جانب ثقافة آكلي لحوم البشر.
في عام 1500، هاجرت مجموعة من الماوريين شرق جزر تشاتام وتطورت إلى شعب يعرف باسم الموريوري، الذين تميزوا بثقافتهم السلامية.

### الانحدار والنهضة
في أواخر القرن التاسع عشر، كان هناك اعتقاد واسع الانتشار بين كل من الأوروبيين والماوريين بأن حضارة الماوريين سوف تزول عن الوجود باعتبارها عرق أو ثقافة منفصلة عنهم، بحسب إحصائيات عام 1896، بلغ عدد سكان نيوزيلندا 42,113 نسمة، في حين بلغ عدد الأوروبيين آنذاك أكثر من 700 ألف نسمة.
ولكن هذا الانحدار لم يستمر لفترة طويلة إذ استمر الماوريون في محاولات للانتعاش والنهضة طوال القرن العشرين. تهدف السياسات المتبعة من قبل جيمس كارول وابيرانا ناغاتا وبيتر باك وهيروا وماوي بوماري، إلى إعادة تنشيط شعب الماوري بعد الدمار الذي شهده في القرن التاسع عشر. اعتقد الماوريون أيضًا أن المسار المستقبلي يتطلب درجة من الاستيعاب الثقافي إلى جانب تبنّي النهج الأوروبي مثلًا النهج الطبي الغربي والتعليم (خاصةً بالنسبة لتعلم اللغة الإنجليزية)، مع احتفاظهم بطقوسهم وثقافتهم الخاصة. خاض الماوريون الحرب العالمية الثانية ضمن كتائب متخصصة (كتيبة الماوري الرائدة في الحرب العالمية الأولى والكتيبة الثامنة والعشرين (موري) في الحرب العالمية الثانية). تأثَّر الماوريون بشدة نتيجة انتشار وباء الإنفلونزا الإسبانية عام 1918 إذ بلغت معدلات الوفيات حوالي 4.5 بنسبة تفوق الأوروبيين. بعد الحرب العالمية الثانية، انخفضت نسبة استخدام اللغة المحلية إلى حدّ كبير لصالح استخدام اللغة الإنجليزية.
منذ ستينات القرن العشرين، شهد الماوريون فترة نهضة ثقافية واضحة وذلك بالتزامن مع ارتقاء العدالة الاجتماعية وحركات الاحتجاج الماورية. تأسَّست مدارس إحياء اللغة الماورية (دور حضانة لتعليم اللغة) عام 1982 بهدف تعزيز استخدام اللغة الماورية والعمل على إيقاف تراجع استخدامها على نطاق واسع. ثمَّة قناتان تلفزيونيتان تقومان ببثّ المحتوى باللغة الماورية، في حين دخلت كلمات مثل كلمة التحية «كورا» في استخدام واسع النطاق باللغة الإنجليزية النيوزيلندية.
وقد أدَّى اعتراف الحكومة بالسلطة السياسية الناهضة لشعب الماوري إلى جانب النشاط السياسي المتنامي إلى الحدّ من التعويض عن مصادرة الأراضي التاريخية الهامة. في عام 1975، أنشأت حكومة التاج محكمة وايتانغي للتحقيق في المظالم التاريخية، ومنذ تسعينات من القرن العشرين تفاوضت الحكومة النيوزيلندية على تسوية المعاهدات مع العديد من قبائل الآيوي من مختلف أنحاء نيوزيلندا. بحلول يونيو عام 2008، قدَّمت الحكومة أكثر من 900 مليون دولار نيوزيلندي لصالح المستوطنات والتي عُدَّت آنذاك شكلًا من الصفقات الخاصة بالأراضي التاريخية. تستخدم الحكومة الماورية النامية هذه المستوطنات والأراضي بمثابة منصات استثمارية لتحريك عجلة التنمية الاقتصادية.
على الرغم من القبول المتزايد لثقافة الماوري في المجتمع النيوزيلندي الواسع، إلا أن التسويات الخاصة بالمعاهدات قد أثارت جدلًا كبيرًا في تلك الفترة. إذ جادل بعض الماوريون بأن المستوطنات تتم على مستوى يتراوح بين 1 و 2.5 سنت على الدولار من قيمة الأراضي المُصادرة، وبالتالي لا تُشكل تعويضًا كافيًا. وعلى العكس من ذلك، يشجب البعض - من غير الماوريين - المستوطنات والمبادرات الاجتماعية الاقتصادية باعتبارها ترقى إلى المعاملة التفضيلية القائمة على أساس العِرق. وقد جرى التعبير عن جميع هذه المشاعر والأوضاع خلال المناظرة حول الشاطئ والقاع البحرية في نيوزيلندا عام 2004.

## الثقافة

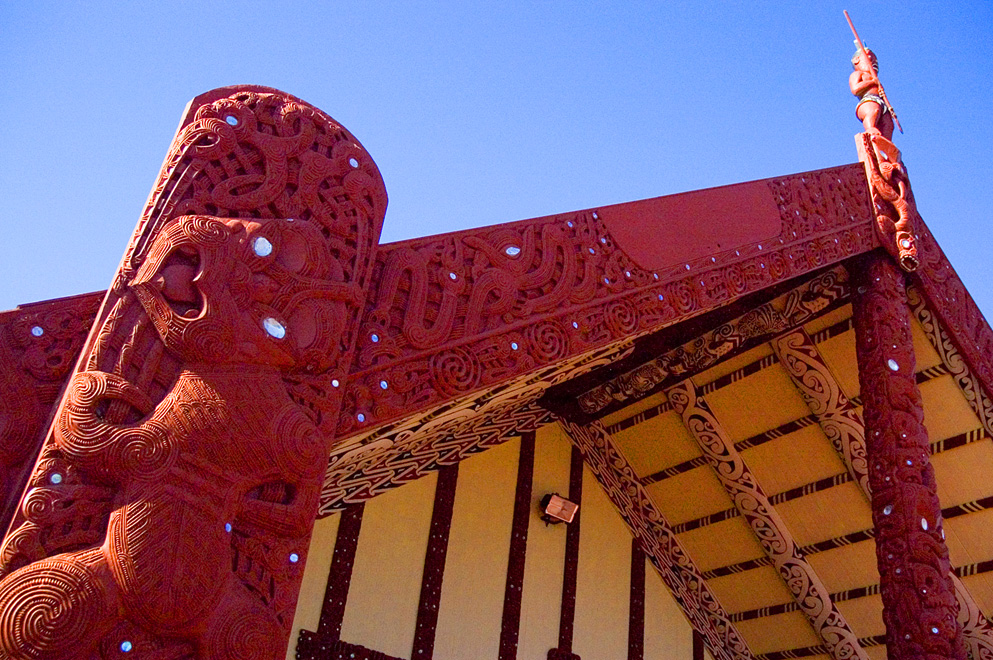
هارينوي (البيت الكبير) هو بيت للاجتماعات.

تشكل ثقافة الماوري جزءًا مميزًا من الثقافة النيوزيلندية، وبسبب كثرة الشتات واندماج العناصر الماورية في الثقافة الشعبية، فإنها توجد في جميع أنحاء العالم. كما وتضم الثقافة الماورية المعاصرة العديد من عناصر ثقافة القرن العشرين التقليدية.

### الثقافة التقليدية
قام عالِم الأحياءِ القديمة يوليوس فون هاست بتفسير غير سليم بنسب أقدم البقايا الأثرية المبكرة إلى شعب ما قبل الماوري ينتمي إلى العصر الحجري القديم؛ فقام، الباحثون اللاحقون، ولا سيما بيرسي سميث، بوضع هذه النظريات في سيناريو مفصل بسلسلة من المراحل الثقافية المحددة بدقة والتي أشير فيها إلى وصول الماوري في أسطول كبير في عام 1350 واستبدال ما يسمى ثقافة «صيد الموا» بثقافة «الزراعة». ومع ذلك، فإن السجل الأثري يشير إلى تطور ثقافة الماوري بشكل تدريجي. في غضون بضعة قرون، أدى النمو السكاني إلى التنافس على الموارد وزيادة الحروب وزيادة وتيرة البا (التلال والقُرى) المحصنة. كما نشأت أنظمة مختلفة تهدف إلى الحفاظ على الموارد؛ معظم هؤلاء، مثل التابو والراهوي، استخدموا تهديدات دينية أو خارقة للطبيعة لثني الناس عن أخذ أنواع محددة من الموارد في مواسم معينة أو من مناطق محددة.
كانت الحرب بين القبائل شائعة، وكان الماوريون يأكلون أحيانًا أعداءهم المهزومين. تطورت فنون الأداء مثل الهاكا من جذورها البولينيزية، وكذلك النحت والنسيج. نشأت اللهجات الإقليمية في ظل وجود اختلافات في المفردات وفي نطق بعض الكلمات، لكن اللغة احتفظت بما يكفي من أوجه التشابه مع اللغات البولينيزية الشرقية الأخرى لتوبايا، الملاح التاهيتي في أول رحلة لجيمس كوك في المنطقة ليعمل كمترجم بين الماوري وطاقم سفينة إنديفور.

### المُعتقد والدين

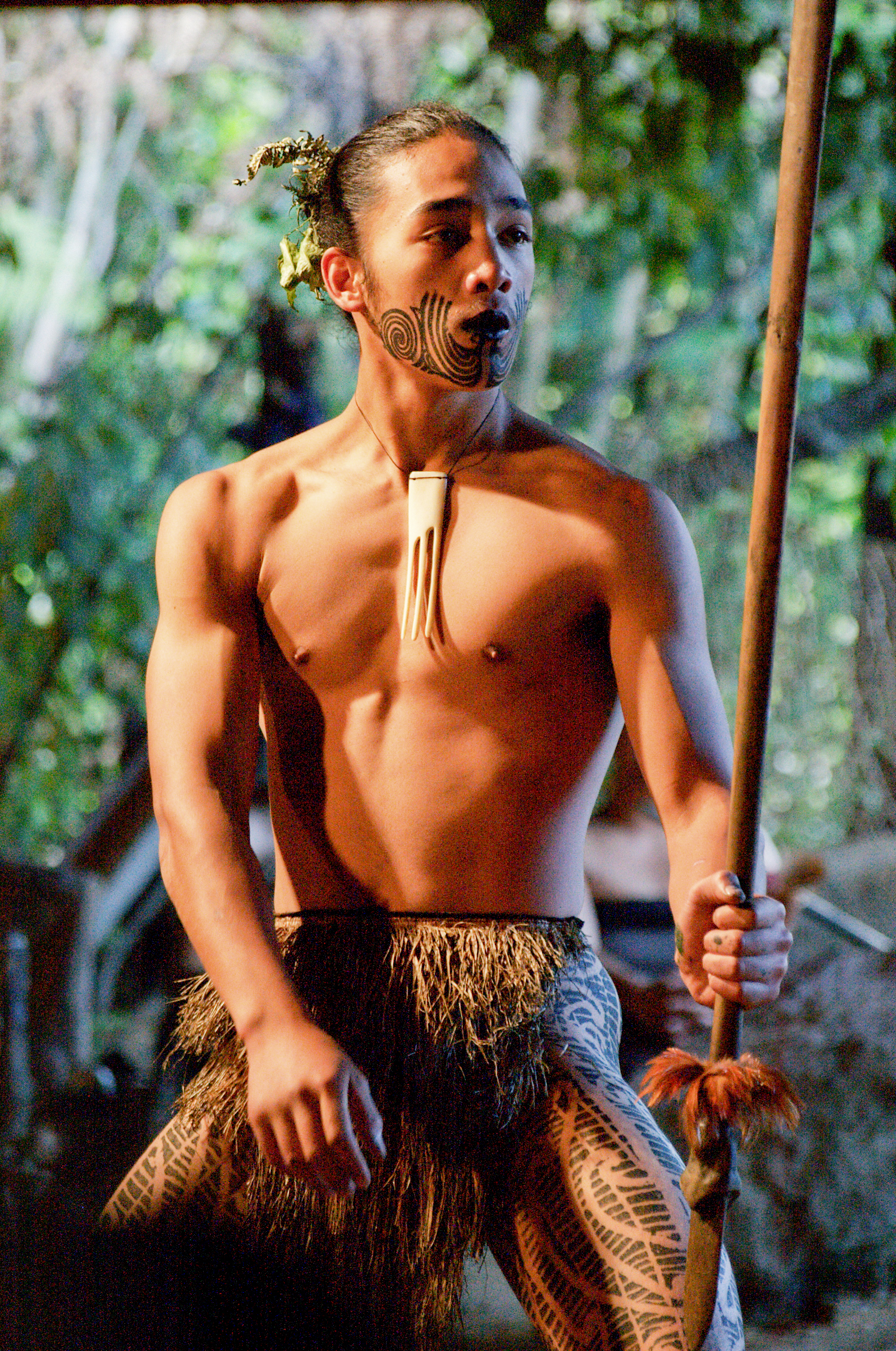
شاب يؤدي عروضه في مجموعة كابا هاكا في مكان سياحي في روتوروا

تعود أصول معتقدات الماوري التقليدية إلى الثقافة البولينيزية. وإنَّ المفاهيم البولينيزية مثل التابو (مقدس)، والنوا (غير مقدس)، والمانا (سلطة/مكانة) والوايروا (روح) تحكم حياة الماورييين اليومية وهناك أيضًا العديد من الآلهة الماورية. اليوم، يتبع الماوري العديد من المذاهب المسيحية بما في ذلك الكنيسة المشيخية، وكنيسة يسوع المسيح لقديسي الأيام الأخيرة (المورمون)، والمجموعات المسيحية الماورية مثل راتانا ورينجاتي، وكذلك التجمعات الكاثوليكية والإنجليكانية والميثودية. يُقدر الإسلام بأنه الدين الأسرع نموًا بين الماوريين، ومع ذلك فإن المسلمين الماوريين يشكلون نسبة صغيرة جدًا من الماوري. في تعداد نيوزيلندا لعام 2013، كان 8.8 في المائة من الماورييين ينتمون إلى الطوائف المسيحية الماورية و39.6 في المائة ينتمون إلى طوائف مسيحية أخرى؛ و46.3 في المائة من الماوري ليس لديهم دين. نسب المسيحيين وغير المتدينين الماوري قابلة للمقارنة مع الأوروبيين النيوزيلنديين.
لا يزال العديد من الماوريين يمارسون التقاليد الروحية مثل تابو ونووا. بعض الأشياء، أو المناطق، أو المباني هي تابو (مقيدة روحيا)، ويجب أن تكون نوعا (غير مقيد) عن طريق الاحتفالية. من الممارسات الشائعة، على سبيل المثال، خلع حذاء المرء قبل دخوله إلى هارينوي (دار الاجتماعات) كعربون احترام للأسلاف الذين تم تمثيلهم وحضورهم روحياً داخل هارينوي. من الطقوس الروحية الأخرى هو هوريهانجا تاكابو (التنقية)، والتي تُمارس أثناء الصيد للتأكد من عدم وجود تابو على الأسماك.